# Mörse
Mörse ist ein Stadtteil im Südwesten der Stadt Wolfsburg.

## Geografie
Mörse liegt im Südwesten der niedersächsischen Stadt Wolfsburg an der Mühlenriede und grenzt – von Norden aus im Uhrzeigersinn – an die Stadtteile Fallersleben, Westhagen, Detmerode, Hattorf und Ehmen.

## Geschichte
Der Ort Mörse wurde erstmals 1317 als Mosethe urkundlich erwähnt, bestanden hat der Ort jedoch schon wesentlich früher. Der Name änderte sich im Laufe der Jahre über Mosetze (1336), Mositze (1339) und Mortze (1385) hin zu Mörse. Frühere Ansiedlungen werden 1302 in einer Urkunde für Heiligendorf bezeugt (Mozez).
Der Name bedeutet wahrscheinlich „Moor-Siedlung“ (Siedlung in einer sumpfigen Niederung). Der Vertreter einer entsprechenden Flora kennzeichnet den Zustand des Ortsgebietes zur Zeit der namengebenden Besiedlung.
Der erste Siedlungsabschnitt entstand auf dem Gutshof westlich der heutigen Kindertagesstätte. Die Familie von Mörs gilt nach urkundlichen Schriften als erster Besitzer des Guts. Als diese 1487 ausstarb, übernahm Hans von Harling, der aus Vorsfelde kam, das Gut zu Mörse. Seit 1639 war die Adelsfamilie von der Wense Besitzer des Gutes, bis Gebhard von der Wense es 1938 an die Gesellschaft zur Vorbereitung des Volkswagens (später DAF) verkaufte. 1957 wurden im Gutspark alle Gebäude abgerissen, nur eine letzte Mauer zeugt vom Gut.
Bis 1938 arbeiteten die meisten Dorfbewohner in der Landwirtschaft. Einige Pendler arbeiteten in Fallersleben, in Ehmen im Kaliwerk oder auf der Ziegelei. Dies änderte sich grundsätzlich nach dem Aufbau des Wolfsburger Volkswagenwerks ab 1938. In den Jahren 1938 und 1939 wurden bei der Neubildung der „Stadt des KdF-Wagens“ und des Volkswagenwerkes von der land- und forstwirtschaftlichen Fläche der Gemeinde Mörse 423 Hektar – 43 % der gesamten Fläche der Gemeinde – getrennt.
Am 1. Juli 1972 wurde Mörse aus dem Landkreis Gifhorn gemäß dem Wolfsburg-Gesetz in die Stadt Wolfsburg eingegliedert.
Neue Siedlungsbereiche wie Große Kley,  Westerfeld und Kerksiek kamen im Laufe der letzten Jahrzehnte hinzu, wodurch die Einwohnerzahl des Stadtteils Mörse stark anwuchs.

## Politik

### Ortsrat
Mörse bildet gemeinsam mit dem benachbarten Stadtteil Ehmen die Ortschaft Ehmen-Mörse, die durch einen Ortsrat vertreten wird. Ortsbürgermeister ist Peter Kassel (CDU), sein Stellvertreter Rüdiger Golz (PUG).

### Wappen
Die Farben des Wappens erinnern an die jahrhundertelange geschichtliche Zugehörigkeit Mörses zu den welfischen Landen. Bevor Mörse 1428 endgültig zum Anteil der lüneburgischen Linie gelangte, hatte es in Bezug auf seine Zugehörigkeit mehrfach zwischen dem braunschweig-wolfenbüttelschen und dem lüneburgischen Anteil gewechselt. Dieser Umstand wird durch den gespaltenen Schildgrund im Wappen wiedergegeben. Das Wappen stellt einen Rohrkolben dar, der auf das Moor hinweist. Er ist genau in den Feldfarben des braunschweig-lüneburgischen Doppelwappens gehalten, die Rot und Gold (Gelb) waren. (Es enthielt in der vorderen roten Hälfte zwei schreitende herschauende Löwen, in der hinteren einen blauen Löwen, umgeben von roten Herzen). Der Ortsrat Ehmen/Mörse nahm das Mörser Wappen am 12. Mai 1978 einstimmig an.

## Kultur und Sehenswürdigkeiten

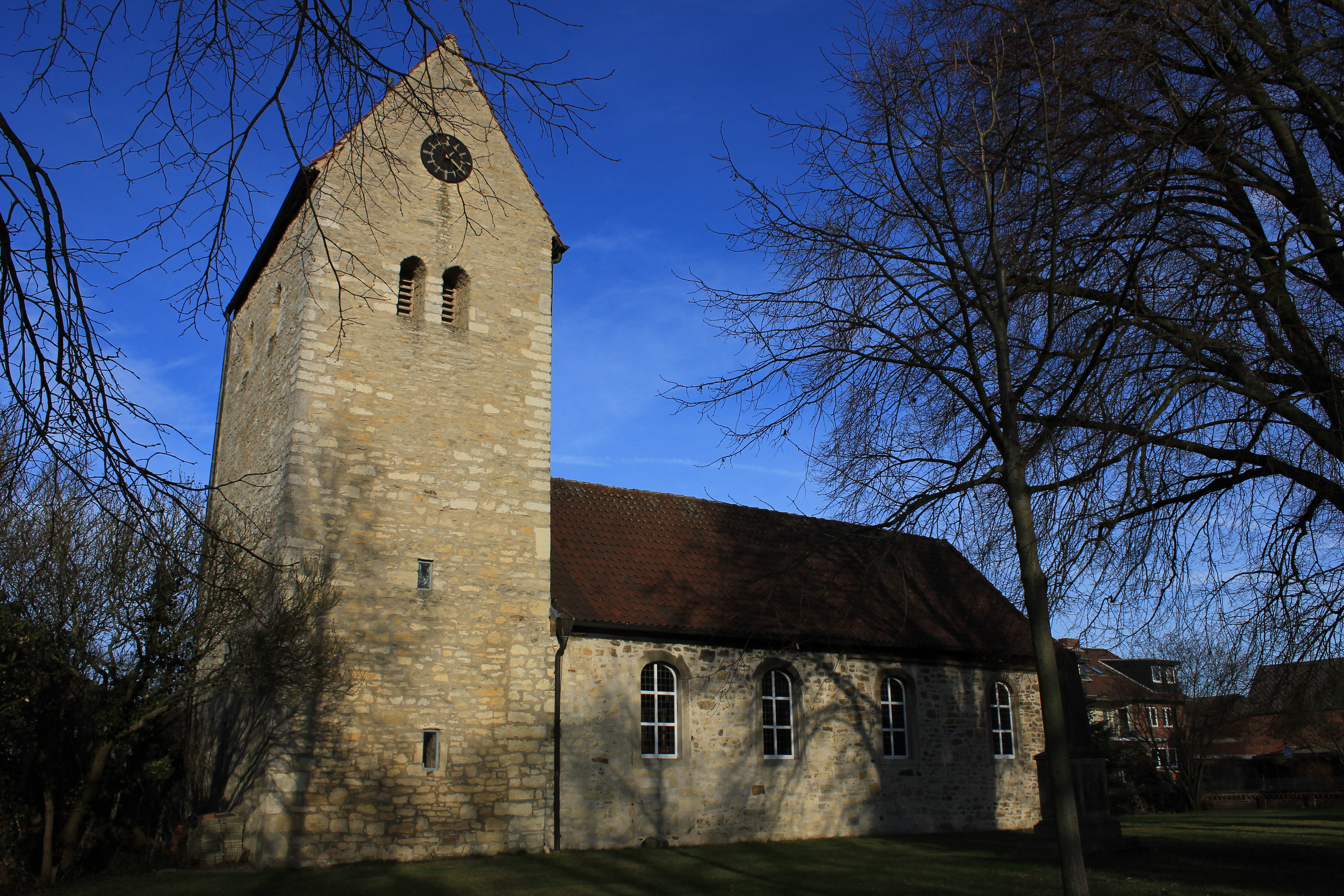
St.-Petri-Kirche

- Evangelisch-lutherische St.-Petri-Kirche: Die spätromanische St.-Petri-Kirche entstand Mitte des 13. Jahrhunderts. Der östliche Teil der Kirche wurde 1475 erneuert und erweitert.

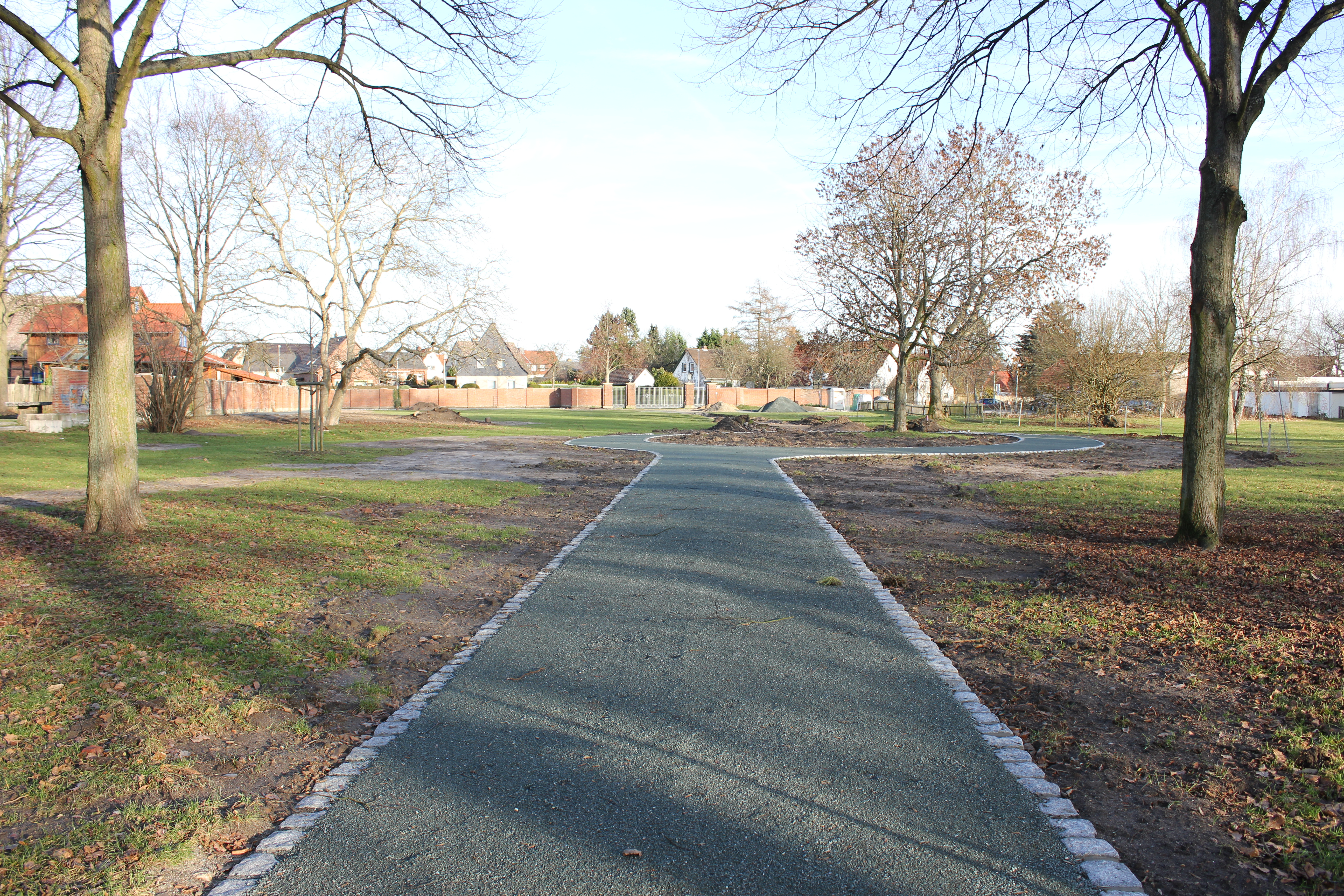
Mörser Gutspark

- Der Bach Mühlenriede wurde an zwei Abschnitten renaturiert: südlich von Mörse und Ehmen auf 1300 Metern Länge („Mühlenriede I“, 2005) und südlich von Ehmen auf 400 Metern Länge („Mühlenriede II“, 2008)
- Der Mörser Gutspark wurde in mehreren Abschnitten von 2011 bis 2014 erneuert. Es ist ein neuer Weg durch den Park im Zentrum von Mörse entstanden.
- Die Wassermühle. Das heutige Mühlengebäude, ein Fachwerkbau aus dem 19. Jahrhundert, dient seit der Stilllegung der Mühle im Jahre 1907 zu Wohnzwecken.[4]

## Bildung
- Grundschule Ehmen-Mörse

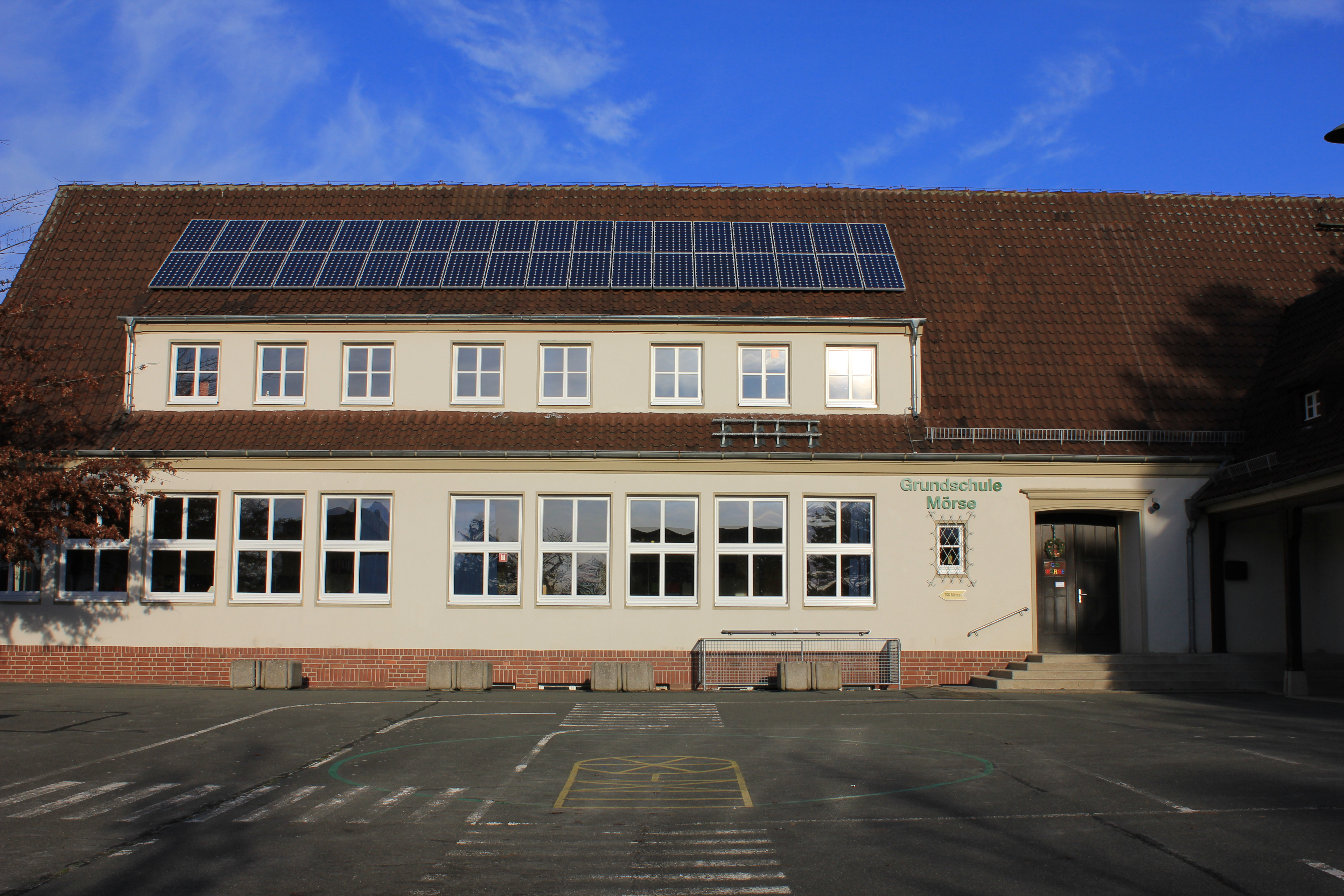
Grundschule

- DRK-Kindertagesstätte Mörse (1971 eröffnet)[5]
- Städtische Kindertagesstätte am Gutspark

## Wirtschaft und Infrastruktur
Mörse liegt direkt an der Bundesautobahn 39, die von Wolfsburg in Richtung A 2 führt. Die Heinrich-Deumeland-Straße führt durch Mörse nach Ehmen, die Salzwedeler Straße durch Mörse nach Fallersleben.
Die Buslinien 204 (Neuhaus – Reislingen – ZOB – Fallersleben – Mörse), 211 (HBF – Sandkamp – Fallersleben – Mörse – Heiligendorf) und 212 (Vorsfelde Süd – WVG – ZOB/HBF – Mörse – Ehmen), die sich in Mörse treffen, sorgen für die Anbindung an das städtische Verkehrsnetz. Zu Schichtzeiten fährt außerdem die Linie 263 (VW-Werk – Laagberg – Westhagen – Mörse – Ehmen).
Verschiedene Läden, Geschäfte und Dienstleister stellen die Grundversorgung der Einwohner sicher. Die Gartenbaumschule Lieven wurde 1968 von Hildegard Lieven gegründet.

## Persönlichkeiten
- Heinrich Deumeland (* 8. April 1822 in Mörse; † 16. Mai 1889 ebenda), niederdeutscher Autor